# 1461日
「1461日」は、福山雅治の2作目の配信限定シングル。

## 収録曲
1. 1461日
テレビ朝日系列、リオデジャネイロオリンピックと平昌オリンピックのテーマソング。
テレビ朝日のオリンピック関連番組に参加するのは、2000年に行われたシドニーオリンピックから5大会連続。テーマソングを務めるのは2012年ロンドンオリンピック、2014年ソチオリンピックに続いて3大会連続5度目[1]。また、「GAME」に続き夏季大会と冬季大会で同じテーマソングが使用された。
「1461日」はロンドンオリンピックからリオデジャネイロオリンピックまでの日数。